# Руслоформирующий фактор
Руслоформирующий фактор — существенное явление, влияющее на деформации речного русла.
Различают флювиальные и нефлювиальные, естественные и антропогенные руслоформирующие факторы. Руслоформирующие факторы можно разделить на главные и второстепенные. Одними из основных руслоформирующих факторов являются сток воды, сток наносов, и ограничивающие факторы. В некоторых случаях второстепенные факторы становятся основными (вечная мерзлота в наледных реках, растительность в плавнях и т. п.).
Сочетание руслоформирующих факторов определяет руслоформирующий критерий, который обычно является соотношением между действующим внешним руслоформирующим фактором и внутренним противодействующим фактором. Действие внешних факторов могут сдерживать ограничивающие факторы.